# Dynomenidae
Dynomenidae là một họ cua trong siêu họ Dromioidea, chủ yếu sinh sống tại Madagascar. Có mười 19 chi trong họ này, năm trong số này còn sinh tồn, 14 chi còn lại đã tuyệt chủng:
- Acanthodromia A. Milne-Edwards, 1880
- Dynomene Desmarest, 1823
- Hirsutodynomene McLay, 1999
- Metadynomene McLay, 1999
- Paradynomene Sakai, 1963
- †Acanthodiaulax Schweitzer et al., 2003
- †Basinotopus M'Coy, 1849
- †Cyamocarcinus Bittner, 1883
- †Dromiopsis Reuss, 1858
- †Dynomenopsis Secretan, 1972
- †Eotrachynotocarcinus Beschin et al., 2007
- †Gemmellarocarcinus Checchia-Rispoli, 1905
- †Graptocarcinus Roemer, 1887
- †Kierionopsis Davidson, 1966
- †Maurimia Martins-Neto, 2001
- †Ovamene Müller & Collins, 1991
- †Stephanometopon Bosquet, 1854
- †Trechmannius Collins & Donovan, 2006
- †Xandaros Bishop, 1988